# Borghese di Piero Borghese
Borghese di Piero Borghese (1397 – 1463 circa) è stato un pittore italiano della scuola fiorentina che dipinse nello stile del primo Rinascimento.

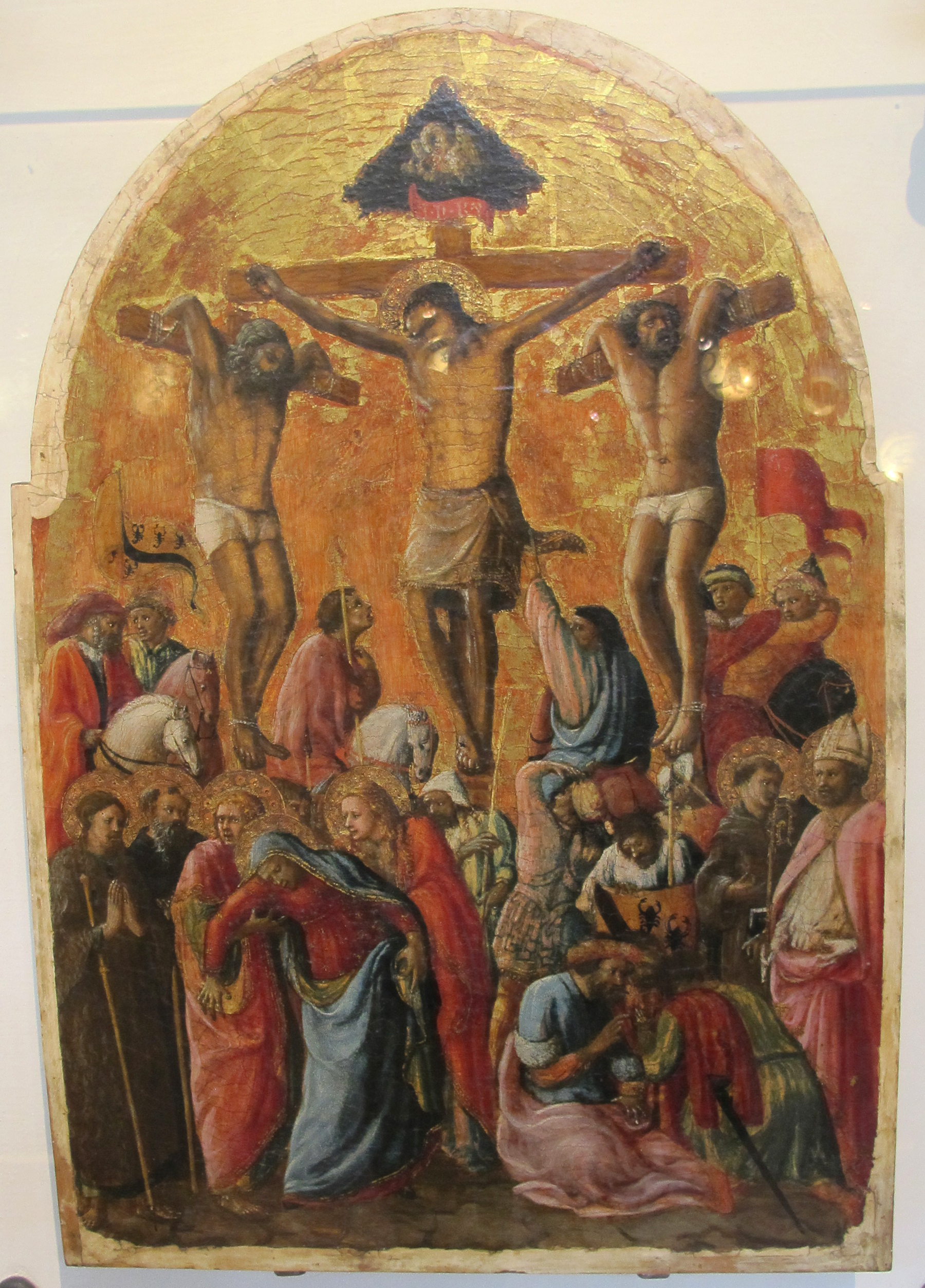
Crocifissione di Borghese di Piero Borghese, Santa Lucia a Montecastello, circa 1430

Non deve essere confuso con Piero della Francesca il cui vero nome era Pietro Borghese.

## Biografia
Borghese fu attivo a Pisa tra il 1420 e il 1429, poi a Lucca, dove nel 1447 divenne cittadino della città. Prima che gli fossero attribuite delle tele, le sue opere furono attribuite al Maestro dei Santi Quirico e Giulitta. Fu identificato come Piero di Borghese Borghese nel 1965 da Roberto Longhi dopo aver esaminato tre scene della predella relative al martirio di questi due santi, parte del trittico The Story of Quirico e Giulitta nella Courtauld Gallery di Londra. Altra sua opera nota è un Crocifisso sito a Lucca nel Museo nazionale di Villa Guinigi.